# Festuca rivas-martinezii
Festuca rivas-martinezii är en gräsart som beskrevs av Vicente de la Fuente García och Ortúñez. Festuca rivas-martinezii ingår i släktet svinglar, och familjen gräs. Inga underarter finns listade i Catalogue of Life.